# Erich Trefftz
Erich Immanuel Trefftz (Leipzig, 21 de fevereiro de 1888 — Dresden, 21 de janeiro de 1937) foi um matemático alemão. Sobrinho de Carl Runge.
Em 1890 sua família mudou-se para Aachen, onde ele iniciou em 1906 o curso de engenharia na Universidade Técnica de Aachen, mudando para o curso de matemática após meio ano. Sua área de interesse foram problemas teóricos e numéricos associados à mecânica do contínuo. Em 1908 foi estudar em Göttingen, seguindo depois para Estrasburgo, onde obteve um doutorado em 1914, orientado por Heinrich Weber, com a tese Über die Kontraktion kreisförmiger Flüssigkeitsstrahlen.
Foi amigo de longa data de Richard von Mises, a quem conheceu nos tempos de Estrasburgo.
Foi soldado na Primeira Guerra Mundial, sendo já em 1919 professor de matemática em Aachen. Em 1922 assumiu uma cátedra na Universidade Técnica de Dresden

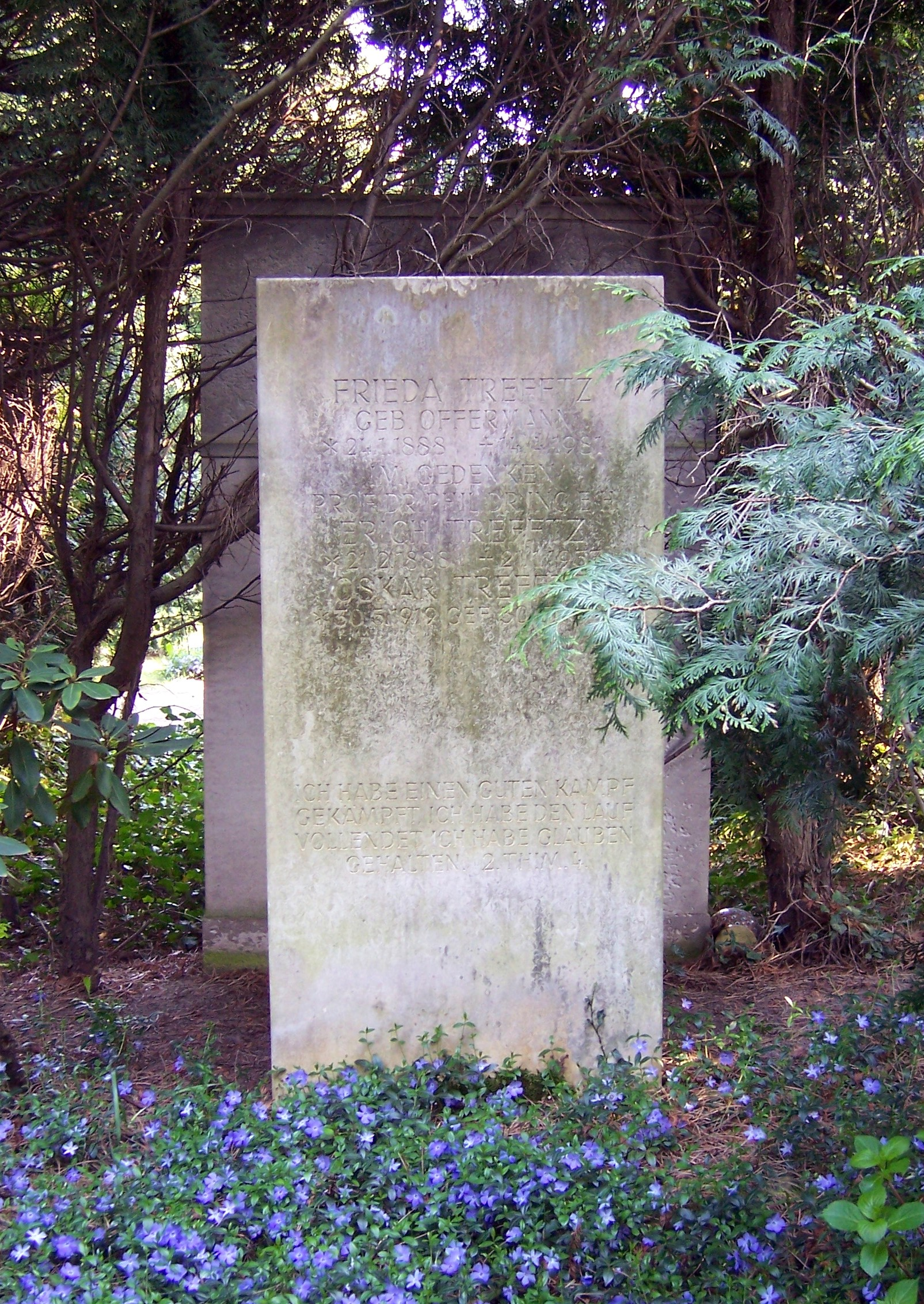
Sepultura no Loschwitzer Friedhof, em Dresden

## Publicações
- Mathematische Elastizitätstheorie. In: Handbuch der Physik, Band VI: Mechanik der elastischen Körper, pp. 47-140. Berlim : Springer, 1928.